# Ліхтарна акула зелена
Ліхтарна акула зелена (Etmopterus virens) — акула з роду Ліхтарна акула родини Ліхтарні акули. Інша назва «карибська ліхтарна акула».

## Опис
Загальна довжина досягає 23-26 см. Голова коротка. Морда затуплена. Очі дуже великі, овальні, горизонтальної форми. Перед ніздрями розташовані носові клапани у вигляді шкіряних клапотів. Рот помірно широкий, дугоподібний. На верхній щелепі зуби з 4 верхівками, з яких центральна найдовша. На нижній щелепі зуби щільно розташовані, їх верхівки утворюють суцільну крайку. На верхній щелепі є 24-29 зубів, на нижній — 24-32. У неї 5 пар дуже коротких зябрових щілин. Тулуб тонкий та стрункий. Шкіряна луска дрібна з гакоподібною верхівкою, розміщені неправильними рядками. Грудні плавці округлої форми. Має 2 невеликих спинних плавця з шипами. Анальний плавець відсутній. Хвіст вузький та довгий. Хвостовий плавець вузький та низький. Верхня лопать довга, дорівнює голові.
Забарвлення спини та боків темно-коричневе, може переходити до чорно-сірого. Черево має чорний колір. В області черевних та хвостового плавця присутні з темними поздовжніми плямами. Чорні частини містять фотофтори, що світяться у темряві.

## Спосіб життя
Тримається на глибинах від 100 до 1000 м. Активний хижак. Для полювання може утворювати групи. Завдяки цього атакує здобич набагато більше за саму акули. Живиться переважно кальмарами та восьминогами, кальмарами й креветками, також дрібною рибою.
Статева зрілість настає при розмірі у самців 18-23 см, самиць — 22-26 см. Це яйцеживородна акула. Самиця народжує від 1 до 3 акуленят завдовжки 9 см.

## Розповсюдження
Мешкає у Карибському басейні — від Техасу до Флориди (США), біля узбережжя Куби, Багамських островів, півострова Юкатан (Мексика), Нікарагуа, Панами, Колумбії, Венесуели, Ямайки, Тринидада і Тобаго, Французької Гвіани, Гаяни, Суринаму, невеличкій частині акваторії Бразилії.